# Boliviaans voetbalelftal in 2005
Het Boliviaans voetbalelftal speelde in totaal zeven officiële interlands in het jaar 2005, alle in de kwalificatiereeks voor het WK voetbal 2006 in Duitsland. La Verde ("De Groenen") stond in 2005 onder leiding van oud-international Ovidio Mezza. Op de FIFA-wereldranglijst zakte Bolivia in 2005 van de 95ste (januari 2005) naar de 96ste plaats (december 2005).

## Balans
| Wedstrijden | Wedstrijden | Wedstrijden | Wedstrijden | Doelpunten | Doelpunten | Doelpunten | Punten |
| Gespeeld    | Winst       | Gelijk      | Verlies     | Voor       | Tegen      | Saldo      | Punten |
| ----------- | ----------- | ----------- | ----------- | ---------- | ---------- | ---------- | ------ |
| 7           | 1           | 1           | 5           | 9          | 17         | –8         | 0.428  |

## Interlands
|                                                   |                           |       |                                           |                                                                                           |
| 26 maart WK-kwalificatie № 339 «onderlinge duels» | Bolivia                   | 1 – 2 | Argentinië                                | Estadio Hernando Siles, La Paz Toeschouwers: 25.000 Scheidsrechter: Jorge Larrionda (URU) |
| 26 maart WK-kwalificatie № 339 «onderlinge duels» | José Alfredo Castillo 49' |       | 57' Luciano Figueroa 63' Luciano Galletti | Estadio Hernando Siles, La Paz Toeschouwers: 25.000 Scheidsrechter: Jorge Larrionda (URU) |

|                                                   |                                                                         |       |                         |                                                                                        |
| 29 maart WK-kwalificatie № 340 «onderlinge duels» | Bolivia                                                                 | 3 – 1 | Venezuela               | Estadio Hernando Siles, La Paz Toeschouwers: 7.908 Scheidsrechter: Eduardo Lecca (PER) |
| 29 maart WK-kwalificatie № 340 «onderlinge duels» | Alejandro Cichero 2' (e.d.) José Alfredo Castillo 25' Joselito Vaca 84' |       | 71' Giancarlo Maldonado | Estadio Hernando Siles, La Paz Toeschouwers: 7.908 Scheidsrechter: Eduardo Lecca (PER) |

|                                                 |                                                    |       |                                  |                                                                                      |
| 4 juni WK-kwalificatie № 341 «onderlinge duels» | Chili                                              | 3 – 1 | Bolivia                          | Estadio Nacional, Santiago Toeschouwers: 46.729 Scheidsrechter: Márcio Rezende (BRA) |
| 4 juni WK-kwalificatie № 341 «onderlinge duels» | Luis Fuentes 8' Luis Fuentes 34' Marcelo Salas 66' |       | 83' (pen.) José Alfredo Castillo | Estadio Nacional, Santiago Toeschouwers: 46.729 Scheidsrechter: Márcio Rezende (BRA) |

|                                                 |                                                                                         |       |                     |                                                                                                |
| 8 juni WK-kwalificatie № 342 «onderlinge duels» | Paraguay                                                                                | 4 – 1 | Bolivia             | Estadio Defensores del Chaco, Asunción Toeschouwers: 5.534 Scheidsrechter: Gustavo Brand (VEN) |
| 8 juni WK-kwalificatie № 342 «onderlinge duels» | Carlos Gamarra 17' Roque Santa Cruz 46+' Julio César Cáceres 54' Jorge Martín Núñez 68' |       | 30' Gonzalo Galindo | Estadio Defensores del Chaco, Asunción Toeschouwers: 5.534 Scheidsrechter: Gustavo Brand (VEN) |

|                                                                |                |       |                                        |                                                                                          |
| 3 september WK-kwalificatie № 343 «onderlinge duels» 15:00 uur | Bolivia        | 1 – 2 | Ecuador                                | Estadio Hernando Siles, La Paz Toeschouwers: 8.434 Scheidsrechter: Héctor Baldassi (ARG) |
| 3 september WK-kwalificatie № 343 «onderlinge duels» 15:00 uur | Doyle Vaca 41' |       | 8' Agustín Delgado 49' Agustín Delgado | Estadio Hernando Siles, La Paz Toeschouwers: 8.434 Scheidsrechter: Héctor Baldassi (ARG) |

|                                                      |                           |       |             |                                                                                           |
| 9 september WK-kwalificatie № 344 «onderlinge duels» | Bolivia                   | 1 – 1 | Brazilië    | Estadio Hernando Siles, La Paz Toeschouwers: 22.725 Scheidsrechter: Jorge Larrionda (URU) |
| 9 september WK-kwalificatie № 344 «onderlinge duels» | José Alfredo Castillo 49' |       | 25' Juninho | Estadio Hernando Siles, La Paz Toeschouwers: 22.725 Scheidsrechter: Jorge Larrionda (URU) |

|                                                     |                                                                                      |       |                       |                                                                                        |
| 12 oktober WK-kwalificatie № 345 «onderlinge duels» | Peru                                                                                 | 4 – 1 | Bolivia               | Estadio Jorge Basadre, Tacna Toeschouwers: 14.774 Scheidsrechter: Oscar Sequeira (ARG) |
| 12 oktober WK-kwalificatie № 345 «onderlinge duels» | Gustavo Vassallo 11' Santiago Acasiete 38' Jefferson Farfán 45' Jefferson Farfán 82' |       | 66' Limberg Gutiérrez | Estadio Jorge Basadre, Tacna Toeschouwers: 14.774 Scheidsrechter: Oscar Sequeira (ARG) |

## FIFA-wereldranglijst
| JAN | FEB | MAR | APR | MEI | JUN | JUL | AUG | SEP | OKT | NOV | DEC |
| --- | --- | --- | --- | --- | --- | --- | --- | --- | --- | --- | --- |
| 95  | 97  | 96  | 94  | 94  | 97  | 99  | 100 | 100 | 96  | 96  | 96  |

## Statistieken
| Carlos Arias           | 1982-04-27 | The Strongest      | 3 | 0 | 0 | 12 | 0 |
| Leonardo Fernández     | 1974-01-13 | CA Tiro Federal    | 3 | 0 | 0 | 17 | 0 |
| Sergio Galarza         | 1975-08-25 | Jorge Wilstermann  | 1 | 0 | 0 | 2  | 0 |
| Verdediging            |            |                    |   |   |   |    |   |
| Ronald Raldés          | 1981-04-20 | CA Rosario Central | 7 | 0 | 0 |    |   |
| Sergio Jáuregui        | 1985-03-13 | Yverdon-Sport FC   | 6 | 0 | 0 |    |   |
| Lorgio Álvarez         | 1978-06-29 | CA Independiente   | 5 | 0 | 0 |    |   |
| Doyle Vaca             | 1979-10-08 | The Strongest      | 3 | 0 | 1 |    |   |
| Óscar Sánchez          | 1971-07-16 | Club Bolívar       | 2 | 0 | 0 | 75 | 6 |
| Enrique Parada         | 1981-11-04 | Club San José      | 1 | 1 | 0 |    |   |
| Miguel Hoyos           | 1981-03-11 | Oriente Petrolero  | 1 | 0 | 0 |    |   |
| Edward Zenteno         | 1984-12-05 | Jorge Wilstermann  | 1 | 0 | 0 |    |   |
| Ronald Arana           | 1977-01-18 | CA Rosario Central | 1 | 0 | 0 |    |   |
| Percy Colque           | 1976-10-23 | KF Tirana          | 1 | 0 | 0 | 20 | 2 |
| Luis Cristaldo         | 1969-08-31 | The Strongest      | 1 | 0 | 0 | 93 | 5 |
| Middenveld             |            |                    |   |   |   |    |   |
| Gonzalo Galindo        | 1974-10-20 | Emelec             | 6 | 0 | 1 |    |   |
| Daner Pachi            | 1984-04-01 | Club Bolívar       | 3 | 3 | 0 |    |   |
| Limberg Gutiérrez      | 1977-11-19 | Club Bolívar       | 3 | 1 | 1 |    |   |
| Carmelo Angulo         | 1980-05-23 | Club Bolívar       | 3 | 0 | 0 |    |   |
| Ronald García          | 1980-12-17 | Aris Thessaloniki  | 2 | 1 | 0 |    |   |
| Wálter Flores          | 1978-10-29 | Club San José      | 2 | 0 | 0 | 4  | 0 |
| Jesús Gómez            | 1979-07-18 | Jorge Wilstermann  | 2 | 0 | 0 |    |   |
| Julio César Baldivieso | 1971-12-02 | Deportivo Quevedo  | 2 | 0 | 0 |    |   |
| Limberg Pizarro        | 1976-07-16 | CA Tiro Federal    | 2 | 0 | 0 |    |   |
| Erwin Sánchez          | 1969-10-19 | Oriente Petrolero  | 2 | 0 | 0 |    |   |
| Gualberto Mojica       | 1984-10-07 | Club Blooming      | 1 | 0 | 0 |    |   |
| Raúl Justiniano        | 1977-09-29 | Jorge Wilstermann  | 1 | 0 | 0 |    |   |
| Joselito Vaca          | 1982-08-12 | Club Blooming      | 0 | 5 | 1 |    |   |
| Aanval                 |            |                    |   |   |   |    |   |
| José Alfredo Castillo  | 1983-02-09 | CA Rosario Central | 5 | 1 | 4 | 19 | 6 |
| Joaquín Botero         | 1977-12-10 | Pumas UNAM         | 5 | 0 | 0 |    |   |
| Milton Coimbra         | 1975-05-04 | Ionikos            | 1 | 1 | 0 | 43 | 7 |
| Limberg Méndez         | 1973-09-18 | Club Aurora        | 1 | 0 | 0 | 7  | 1 |
| Juan Carlos Arce       | 1985-04-10 | Oriente Petrolero  | 0 | 3 | 0 |    |   |
| Líder Paz              | 1974-12-02 | The Strongest      | 0 | 3 | 0 |    |   |
| Diego Cabrera          | 1982-08-13 | Club Bolívar       | 0 | 2 | 0 |    |   |

FBF · A-internationals · Selecties · Bondscoaches · Statistieken · Boliviaans vrouwenelftal · Olympisch elftal · Bolivia U21 · Bolivia U20 · Bolivia U19 · Bolivia U18 · Bolivia U17
1926–1949 · 
1950–1959 · 
1960–1969 · 
1970–1979 · 
1980–1989 · 
1990–1999 · 
2000–2009 · 
2010–2019 ·
2020−2029
CC 1999
WK 1930 · 
WK 1950 · 
WK 1994
1926 · 
1927 · 
1927 · 1928 · 1929 · 
1930 · 
1931 · 1932 · 1933 · 1934 · 1935 · 1936 · 1937 · 
1938 · 
1939 · 1940 · 1941 · 1942 · 1943 · 1944 · 
1945 · 
1946 · 
1947 · 
1948 · 
1949 · 
1950 · 
1951 · 1952 · 
1953 · 
1954 · 1955 · 1956 · 
1957 · 
1958 · 
1959 · 
1960 · 
1961 · 
1962 · 
1963 · 
1964 · 
1965 · 
1966 · 
1967 · 
1968 · 
1969 · 
1970 · 
1971 · 
1972 · 
1973 · 
1974 · 
1975 · 
1976 · 
1977 · 
1978 · 
1979 · 
1980 · 
1981 · 
1982 · 
1983 · 
1984 · 
1985 · 
1986 · 
1987 · 
1988 · 
1989 · 
1990 · 
1991 · 
1992 · 
1993 · 
1994 · 
1995 · 
1996 · 
1997 · 
1998 · 
1999 · 
2000 · 
2001 · 
2002 · 
2003 · 
2004 · 
2005 · 
2006 · 
2007 · 
2008 · 
2009 · 
2010 ·
2011 · 
2012 · 
2013 · 
2014 · 
2015 · 
2016 ·
2017 ·
2018 ·
2019 ·
2020 ·
2021 ·
2022 ·
2023 ·
2024
Algerije ·
Andorra ·
Argentinië ·
Brazilië ·
Bulgarije · 
Chili ·
Colombia ·
Costa Rica ·
Cuba ·
Curaçao ·
DDR ·
Duitsland ·
Ecuador ·
Egypte ·
El Salvador ·
Finland ·
Frankrijk ·
Griekenland ·
Guatemala ·
Guyana ·
Haïti ·
Honduras ·
Hongarije ·
Ierland ·
IJsland ·
Irak ·
Iran ·
Jamaica ·
Japan ·
Joegoslavië ·
Kameroen ·
Letland ·
Mexico ·
Myanmar ·
Nicaragua ·
Noord-Korea ·
Oezbekistan ·
Panama ·
Paraguay ·
Peru ·
Polen ·
Portugal ·
Roemenië ·
Rusland ·
Saoedi-Arabië ·
Senegal ·
Servië ·
Slowakije ·
Spanje ·
Trinidad en Tobago ·
Tsjecho-Slowakije ·
Uruguay ·
Venezuela ·
Verenigde Arabische Emiraten ·
Verenigde Staten ·
Zuid-Afrika ·
Zuid-Korea ·
Zwitserland